# Anne de Gaulle
Pour les autres membres de la famille, voir famille de Gaulle.
Anne de Gaulle, née le 1er janvier 1928 à Trèves dans la province de Rhénanie (Allemagne actuelle) et morte le 6 février 1948 à Colombey-les-Deux-Églises (France), est la fille benjamine du général français Charles de Gaulle et de son épouse Yvonne.

## Biographie
Anne de Gaulle est mise au monde le 1er janvier 1928 par le médecin capitaine Max Party, à Trèves, où son père est en garnison. À l'occasion de la naissance de ce dernier enfant, le général de Gaulle émet un curieux présage en annonçant la nouvelle à son ami Lucien Nachin :
« Nous l'appellerons Anne. Elle verra peut-être l'an 2000 et la grande peur qui se déchaînera sans doute dans le monde à ce moment-là. Elle verra les nouveaux riches devenir pauvres et les anciens riches recouvrer leurs fortunes à la faveur des bouleversements. Elle verra les socialistes passer doucement à l'état de réactionnaires. Elle verra la France victorieuse une fois de plus manquer la rive gauche du Rhin et, peut-être, son petit-fils tiendra-t-il garnison dans Trèves. »
Mais en réalité, parce que l'enfant est porteuse d'une trisomie 21 associée à une déficience intellectuelle, les époux de Gaulle ne se sont jamais séparés d'elle jusqu'à sa mort. Les membres de la famille de Gaulle et leurs proches ont témoigné que le général de Gaulle, réputé pour avoir un amour retenu envers sa famille, se montrait plus chaleureux et extraverti avec Anne. André Frossard qualifie cette relation de « douce, proche et lointaine ».
En octobre 1945, Yvonne de Gaulle-Vendroux achète le château de Vert-Cœur à Milon-la-Chapelle (Yvelines), où elle installe une maison de santé pour jeunes filles handicapées démunies : la fondation Anne-de-Gaulle.
Anne meurt en février 1948, à 20 ans, d'une broncho-pneumonie, dans les bras du général, à Colombey, au sein de la propriété familiale de La Boisserie que le couple a acquise en 1934 afin qu'Anne bénéficie du grand air de la campagne champenoise. Le jour de sa mort, le général prend le bras de sa femme et murmure « Maintenant, elle est comme les autres ». Elle est inhumée le 8 février au cimetière de Colombey-les-Deux-Églises.
Le 22 août 1962, Charles de Gaulle est victime d'un attentat raté au Petit-Clamart. Il raconte qu'une balle avait été arrêtée par le cadre de la photo d'Anne que son épouse avait toujours avec elle dans une mallette, placée ce jour-là sur la plage arrière de la voiture,.
En novembre 1970, le Général est enterré dans le cimetière de Colombey auprès de sa fille. Neuf ans plus tard, son épouse Yvonne est également inhumée à leurs côtés.
Du 3 au 10 décembre 2022, dans le cadre de la Journée internationale des personnes handicapées, l'aéroport de Paris-Charles-de-Gaulle est temporairement rebaptisé « Paris-Anne de Gaulle » pour sensibiliser à l'insertion des personnes en situation de handicap,,.